# 道路 (短篇小說)
《道路》是美國恐怖小說作家H·P·洛夫克拉夫特的一篇短篇小說，創作於1919年，首次發表在1920年12月的Wolverine業餘雜誌上。

## 情節
這個故事追溯了位於新英格蘭城市（可能是波士頓）的掛名街道的歷史，從殖民時期的「僅僅是一條小徑」開始，一直到第一次世界大戰後的一段時間，其中發生了一些近乎超自然的事件。
隨著城市在這條街道周圍的發展，它種植了許多樹木，並建造了「簡單而美麗的磚木房屋」，每間房屋都有一個玫瑰花園。隨著工業革命的進行，這個地區變得破舊且受到污染，成為一個破敗的貧民窟，這條街道所有的老房子都逐漸失修。
第一次世界大戰和十月革命後，這個地區成為俄羅斯移民的社區。新居民中包括一個「龐大的恐怖組織」的領導層，他們正在密謀在美國獨立日對美國進行破壞。當獨立日到來時，恐怖分子聚集在一起，準備實施行動，但在他們開始之前，街上的所有房屋同時倒塌，將他們全部壓在其中，導致他們全部死亡。現場的觀察者證明，在倒塌之後，他們看到了曾經存在於這條街上的樹木和玫瑰花園的景象。

## 靈感
1919年9月至10月的波士頓警察罷工激發了洛夫克拉夫特創作《街道》的靈感，正如他在一封給弗蘭克·貝爾納普·隆恩的信中所宣稱：
去年波士頓警察的叛變是激發我嘗試寫這個故事的原因——這種行為的宏偉和重要性令我驚懼。去年秋天，看到波士頓沒有了藍衣警察，看到手持步槍的國民警衛隊成員在街上巡邏，就好像實行軍事佔領一樣，這是嚴峻的，令人印象深刻的。他們成雙成對，面目堅定，身穿卡其色，就像文明與動盪和布爾什維克主義怪獸爭鬥中即將來臨的鬥爭的象徵一樣。
恐怖主義也是真實存在的，自1914年以來一直發生著一系列包裹炸彈事件 。1919年發生了包裹炸彈運動。 1920年，一個重大的恐怖主義炸彈襲擊發生在華爾街。俄羅斯和德國革命期間（真實和虛構的）無政府狀態的消息，以及彼得·畫匠的故事，也影響了這個故事的市場。
故事中反移民的立場呼應了洛夫克拉夫特早期的一些具有仇外情感的詩歌，如《新英格蘭的堕落》和《在月光下看到的新英格蘭村莊》。

## 反響
H.P.洛夫克拉夫特百科全書將這個故事描述為"明顯的種族主義"。 根據《克蘇魯百科全書》的作者丹尼爾·哈姆斯的說法："如果有人走到我面前，說，'嘿，丹尼爾，我認為H.P.洛夫克拉夫特百科全書是一個喜愛冗長、感情用事的偏見者，他的故事毫無意義'，這將是我會交給他的最後一個故事，以使他改變這種看法。 S·T·橋希 称街道为“洛夫克拉夫特可能寫過的最糟糕的故事”。

## 外部連結
- 维基文库中的相關文獻：The Street
- 列在網路推理小說資料庫中的《道路 (短篇小說)》
- LibriVox中的公有领域有声书《The Street》